# Vipsophobetron marisa
Vipsophobetron marisa är en fjärilsart som beskrevs av Druce 1900. Vipsophobetron marisa ingår i släktet Vipsophobetron och familjen snigelspinnare. Inga underarter finns listade i Catalogue of Life.